# Associação Vôlei Bauru 2021-2022
Questa voce raccoglie le informazioni riguardanti l'Associação Vôlei Bauru nella stagione 2021-2022.

## Stagione
L'Associação Vôlei Bauru gioca nell'annata 2021-22 col nome sponsorizzato Sesi Vôlei Bauru.
In Superliga Série A ottiene un terzo posto in regular season, che vale l'accesso a play-off scudetto: dopo aver eliminato il Fluminense ai quarti di finale, perde nel doppio confronto contro il Minas in semifinale, chiudendo con un terzo posto complessivo.
Conquista il primo titolo nazionale della propria storia, aggiudicandosi la Coppa del Brasile con un secco tre a zero nella finale contro il Minas.
In ambito locale ottiene il primo posto nella regular season del Campionato Paulista, ma viene eliminato durante le semifinali dal Barueri. 
Partecipa infine alla sua prima competizione internazionale in occasione del campionato sudamericano 2022, dove perde in semifinale nel derby brasiliano contro il Praia Clube, prima di aggiudicarsi la finalina per il terzo posto ai danni delle peruviane del Regatas Lima.

## Organigramma societario
Area direttiva
- Presidente: Reinaldo Mandaliti
- Vicepresidente: Clóvis Cavenaghi
- Direttore: Jader Serni
- Gestore: Wellington Pani
- Supervisore: Sérgio Negrão

Area tecnica
- Allenatore: Roberley Leonaldo
- Secondo allenatore: Plauto Machado
- Assistente: Henrique Modenesi, José Izar, Vitor Leopoldo, Arlene Xavier, Paulo dos Santos, Renato dos Santos
- Scoutman: Pedro Henrique Barros
- Preparatore atletico: Joao Filipe de Paula

Area sanitaria
- Medico: Roger Tedde Mansano, Carlos Eduardo de Matos
- Fisioterapista: Rogério Lourenço

## Rosa
| N° | Nome               | Ruolo | Data di nascita   | Nazionalità sportiva |
| -- | ------------------ | ----- | ----------------- | -------------------- |
| 1  | Mara Leão          | C     | 26 luglio 1991    | Brasile              |
| 3  | Danielle Lins      | P     | 5 gennaio 1985    | Brasile              |
| 4  | Suelle Oliveira    | S     | 29 aprile 1987    | Brasile              |
| 5  | Adenízia da Silva  | C     | 18 dicembre 1986  | Brasile              |
| 6  | Nyeme Costa        | L     | 11 ottobre 1998   | Brasile              |
| 7  | Pamela Sanabio     | O     | 19 luglio 1999    | Brasile              |
| 8  | Letícia de Lima    | P     | 25 settembre 1997 | Brasile              |
| 9  | Mayhara da Silva   | C     | 9 aprile 1989     | Brasile              |
| 10 | Odina Əliyeva      | S     | 22 maggio 1990    | Azerbaigian          |
| 11 | Letícia Gomes      | L     | 29 febbraio 1996  | Brasile              |
| 12 | Gabriela Santin    | L     | 17 novembre 2002  | Brasile              |
| 13 | Sabrina Groth      | S     | 7 giugno 2000     | Brasile              |
| 14 | Nia Reed           | O     | 27 giugno 1996    | Stati Uniti          |
| 16 | Ivna Marra         | S     | 25 gennaio 1990   | Brasile              |
| 17 | Drussyla Costa     | S     | 1º giugno 1996    | Brasile              |
| 18 | Mayany de Souza    | C     | 24 novembre 1996  | Brasile              |
| 20 | Thaís de Souza     | S     | 18 aprile 1988    | Brasile              |
| -  | Karina Barbosa     | S     | 30 novembre 1998  | Brasile              |
| -  | Ana Cristina Porto | P     | 10 gennaio 1982   | Brasile              |

## Statistiche

### Statistiche di squadra
| Competizione            | Punti | In casa | In casa | In casa | In trasferta | In trasferta | In trasferta | Totale | Totale | Totale |
| Competizione            | Punti | G       | V       | P       | G            | V            | P            | G      | V      | P      |
| ----------------------- | ----- | ------- | ------- | ------- | ------------ | ------------ | ------------ | ------ | ------ | ------ |
| Superliga Série A       | 49    | 13      | 11      | 2       | 13           | 8            | 5            | 26     | 19     | 7      |
| Coppa del Brasile       | -     | 1       | 1       | 0       | 0            | 0            | 0            | 3      | 3      | 0      |
| Campionato sudamericano | 3     | -       | -       | -       | -            | -            | -            | 4      | 2      | 2      |
| Totale                  | -     | 14      | 12      | 2       | 13           | 8            | 5            | 33     | 24     | 9      |

### Statistiche dei giocatori
| Giocatrice  | Superliga Série A | Superliga Série A | Superliga Série A | Superliga Série A | Superliga Série A |
| Giocatrice  | P                 | PT                | AV                | MV                | BV                |
| ----------- | ----------------- | ----------------- | ----------------- | ----------------- | ----------------- |
| O. Əliyeva  | 1                 | 12                | 12                | 0                 | 0                 |
| K. Barbosa  | -                 | -                 | -                 | -                 | -                 |
| D. Costa    | 18                | 103               | 91                | 7                 | 5                 |
| N. Costa    | 26                | 0                 | 0                 | 0                 | 0                 |
| A. da Silva | 22                | 160               | 93                | 56                | 11                |
| M. da Silva | 22                | 98                | 68                | 27                | 3                 |
| L. de Lima  | 12                | 0                 | 0                 | 0                 | 0                 |
| M. de Souza | 25                | 212               | 115               | 88                | 9                 |
| T. de Souza | 23                | 221               | 195               | 14                | 12                |
| L. Gomes    | 19                | 1                 | 0                 | 0                 | 1                 |
| S. Groth    | 9                 | 21                | 19                | 0                 | 2                 |
| M. Leão     | 15                | 61                | 45                | 9                 | 7                 |
| D. Lins     | 26                | 77                | 32                | 23                | 22                |
| I. Marra    | 7                 | 17                | 17                | 0                 | 0                 |
| S. Oliveira | 26                | 205               | 169               | 27                | 10                |
| A.C. Porto  | -                 | -                 | -                 | -                 | -                 |
| N. Reed     | 26                | 461               | 405               | 32                | 24                |
| P. Sanabio  | 7                 | 13                | 13                | 0                 | 0                 |
| G. Santin   | -                 | -                 | -                 | -                 | -                 |

P = presenze; PT = punti totali; AV = attacchi vincenti; MV = muri vincenti; BV = battute vincenti

NB: Non sono disponibili i dati relativi alla Coppa del Brasile e al campionato sudamericano per club 2022 e, di conseguenza, quelli totali.